# 4-й окремий мотопіхотний батальйон «Закарпаття»
4-й окремий мотопіхотний батальйон (4 ОМПБ, в/ч А4323, пп В0124) — підрозділ ЗСУ, що був створений в травні 2014 року як 4-й батальйон територіальної оборони «Закарпаття», з мешканців Закарпатської області. Розформований в 2018 році.

## Створення
Комплектування батальйону «Закарпаття» особовим складом розпочалося на основі Закону України від 25 березня 1992 року № 2232-ХІІ «Про військовий обов'язок і військову службу», «Положення про проходження громадянами військової служби у Збройних Силах України», наказу Міністра оборони України «Про затвердження Інструкції про організацію виконання Положення про проходження громадянами України військової служби у Збройних Силах України».
Батальйон сформовано 30 травня 2014 року на базі піхотного полку 128-ї гірсько-піхотної бригади.
2 червня 2014 року почалось бойове злагодження підрозділів батальйону на полігоні в селі Оріховиця Ужгородського району.
Для матеріальної підтримки батальйону в Закарпатській області прийнято «Програму матеріально-технічного забезпечення 4-го батальйону територіальної оборони Закарпатської області на 2014 рік», якою передбачено виділення батальйону коштів з обласного бюджету в розмірі 590 тисяч грн на закупівлю спальної білизни, спальних мішків, спеціального взуття, верхнього одягу, рукавиць тощо.

## Діяльність
Протягом липня та серпня 2014 року частина особового складу батальйону в кількості 63 добровольців регулярно зверталася до керівництва батальйону та військкомату з проханням відправити їх для виконання бойових завдань в зону АТО, але їх ініціатива ігнорувалася. 30 серпня 2014 року, після особистого звернення групи добровольців до міністра оборони України Валерія Гелетея, в зону АТО вирушили перші 27 бійців батальйону.
Станом на першу декаду вересня 2014 року в зоні АТО перебувало вже 130 бійців батальйону «Закарпаття» Інша частина батальйону залишилась на Закарпатті для охорони стратегічно важливих об'єктів.
11 жовтня 2014 року троє бійців батальйону нагороджені грамотами від керівництва сектору «М» за відбиття нападу диверсійно-розвідувальної групи під Маріуполем.
14 травня загинув під час переправи через річку Сіверський Донець біля села Брусівка солдат Юрій Борбуцький. 20 липня 2015-го — вже після демобілізації — помер Рогожан Федір Федорович (відірвався тромб). 2 січня 2016 року в місці дислокації частини помер солдат Запухляк Микола Васильович.

## Переформатування
У листопаді 2014 року 4-й БТрО був переформатований у окремий мотопіхотний батальйон, який ввели у склад 128-ї гірсько-піхотної бригади. Заступник Закарпатського обласного військового комісара підполковник Петро Марко пояснив:
В 2018 році підрозділ переформований у лінійний батальйон 128 огшбр, тобто фактично припинив своє існування як окрема військова частина 

## Склад
При створенні за чисельністю формування відповідало стрілецькому батальйону й мало у своєму складі 1 стрілецьку роту, 2 роти охорони та підрозділи забезпечення. Після переформатування в листопаді 2014 року до склад батальйону входили 3 мотопіхотні роти, рота вогневої підтримки, рота матеріального забезпечення, взвод зв'язку та взвод батальйонної розвідки.